# Roberto Brum
Roberto Brum Vallado (São Gonçalo, 7 de julho de 1978) é um ex-futebolista e atual treinador brasileiro que jogava como volante. Atualmente está sem clube.
Atualmente, É pastor de uma igreja em Niterói e diretor do colégio Objetivo Camboinhas.

## Carreira
Chegou a vender sandálias na barraca que o pai dele tinha na feira, em São Gonçalo, antes de se dedicar ao futebol.
Começou sua carreira aos 20 anos, no time profissional do Fluminense. Em 2001, foi pego no doping pelo uso da substância clostebol, onde alegou que usou uma pomada cicatrizante na coxa, indicada pela esposa.
Após quatro temporadas no Tricolor das Laranjeiras, o meio-campista foi negociado com o Coritiba.
Em 2004, os portugueses do Acadêmica acertaram sua negociação. Até 2008, Brum permaneceu na Europa, atuando também no Braga.
Em julho de 2008, rescindiu seu contrato com o Sporting Braga e foi repatriado pelo Santos, onde fez parte da equipe campeã paulista e da Copa do Brasil de 2010. Teve o contrato reincidido em janeiro de 2011. Fez 85 jogos pelo clube.
Em 5 de janeiro de 2011, numa entrevista, Brum fez uma revelação sobre a demissão do técnico Dorival Júnior, à época seu treinador no Santos: segundo o jogador, o elenco foi ameaçado de "não ganhar salário se o Neymar não jogasse contra o Corinthians" e afirmou que "nem o presidente, Luis Alvaro de Oliveira Ribeiro, e nem o diretor de futebol, Pedro Luiz Nunes Conceição, queriam a demissão dele (Dorival). Mas a ordem veio lá de cima, de São Paulo. Ordem acima do presidente". Brum acrescentou que "O Dorival precisava ganhar o comando do grupo, e isso só ia acontecer com a punição ao Neymar. O Dorival precisava ser respeitado. Ele é uma autoridade e o Neymar tinha que entender isso".
Após sair do Santos, acertou com o Alki Larnaca, na época antepenúltimo colocado no campeonato cipriota.
Em 2012, o volante chegou a ficar parado por alguns meses, mas foi contratado pelo São Gonçalo. Na ocasião, ao lado do atacante Marco Brito e do goleiro Silvio Luiz, Brum foi um dos destaques da competição. Na última rodada, ele chegou a comandar o time, já que não pôde jogar por estar lesionado. Porém, o clube não conseguiu o acesso para a Série B.
Em 2013, assumiu a equipe do Itaboraí Profute, da terceira divisão do Carioca, como técnico, sendo sua comissão técnica, curiosamente, formada de jogadores que tiveram passagens por grandes clubes brasileiros, como Marco Brito e Fábio Augusto.
Depois de mais de dois anos aposentado, em março de 2015 se tornou jogador e dirigente do São Gonçalo EC, funções que cumpriu até 2016, quando abandonou de vez o futebol. Em 2015, também resolveu empreender no setor educacional.

## Títulos
Fluminense
- Copa Rio: 1998
- Campeonato Brasileiro - Série C: 1999
- Campeonato Carioca: 2002

Coritiba
- Campeonato Paranaense: 2003 e 2004

Santos
- Campeonato Paulista: 2010[19]
- Copa do Brasil: 2010[20]